# Calle Virgen del Camino
La calle Virgen del Camino (rúa da Virxe do Camiño en gallego) es una calle peatonal de la ciudad española de Pontevedra situada en el ensanche de la ciudad. Es una de las principales calles por las que pasa el Camino de Santiago Portugués en Pontevedra.

## Origen del nombre
El nombre de la calle tiene su origen en la antigua capilla demolida de la Virgen del Camino junto al Camino de Santiago Portugués y en el barrio histórico en sus inmediaciones que tomó su nombre de ella.

## Historia

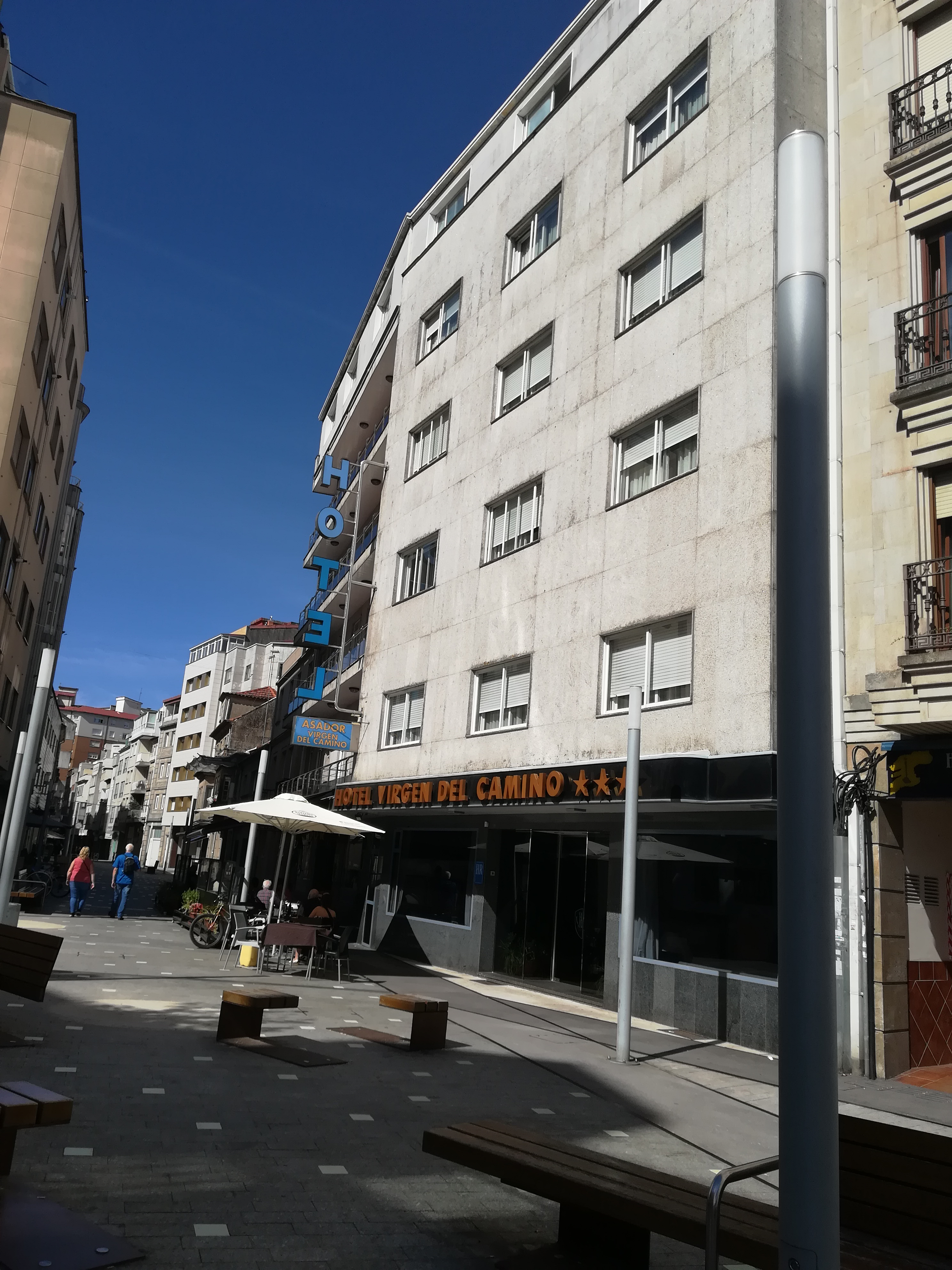
Bancos en la calle delante del Hotel Virgen del Camino.

El barrio de la Virgen del Camino fue un barrio histórico de la Pontevedra situado extramuros de la ciudad en las inmediaciones de la antigua capilla de Nuestra Señora del Camino, adyacente a la actual Glorieta de Compostela, que fue derribada en 1936. Este barrio del Camino era muy antiguo: ya aparece citado en un antiguo callejero de Pontevedra de 1635.
En 1856, el plano de Pontevedra del Teniente Coronel de Ingenieros Francisco Coello de Portugal y Quesada identifica y recoge la ermita de la Virgen del Camino y el barrio de la Peregrina y Virgen del Camino. En 1910 el plano del Instituto Geográfico y Estadístico español refleja ya la calle de la Virgen del Camino con un trazado similar al actual y con edificaciones en su primer tramo hasta la calle José Casal. La calle se conformó como vía de paso del Camino de Santiago Portugués y vía de entrada al barrio histórico de la Virgen del Camino y a la demolida capilla, junto a la que había un hospitalillo de peregrinos.
A principios del siglo XXI la calle contaba con estrechas aceras y un carril de circulación y estaba arbolada con una hilera de naranjos a lo largo de la calle. 
Entre julio de 2018 y marzo de 2019 se llevó a cabo una transformación integral de la calle Virgen del Camino, que fue reurbanizada por completo con su peatonalización y en la que se retiraron los naranjos. El proyecto de reforma fue elaborado por el arquitecto José Ramón Garitaonaindia de Vera. La calle pasó a ser muy transitada y se reactivó económicamente con más de una decena de nuevos locales comerciales y lujosas promociones inmobiliarias, además de la revalorización de la vivienda.

## Descripción

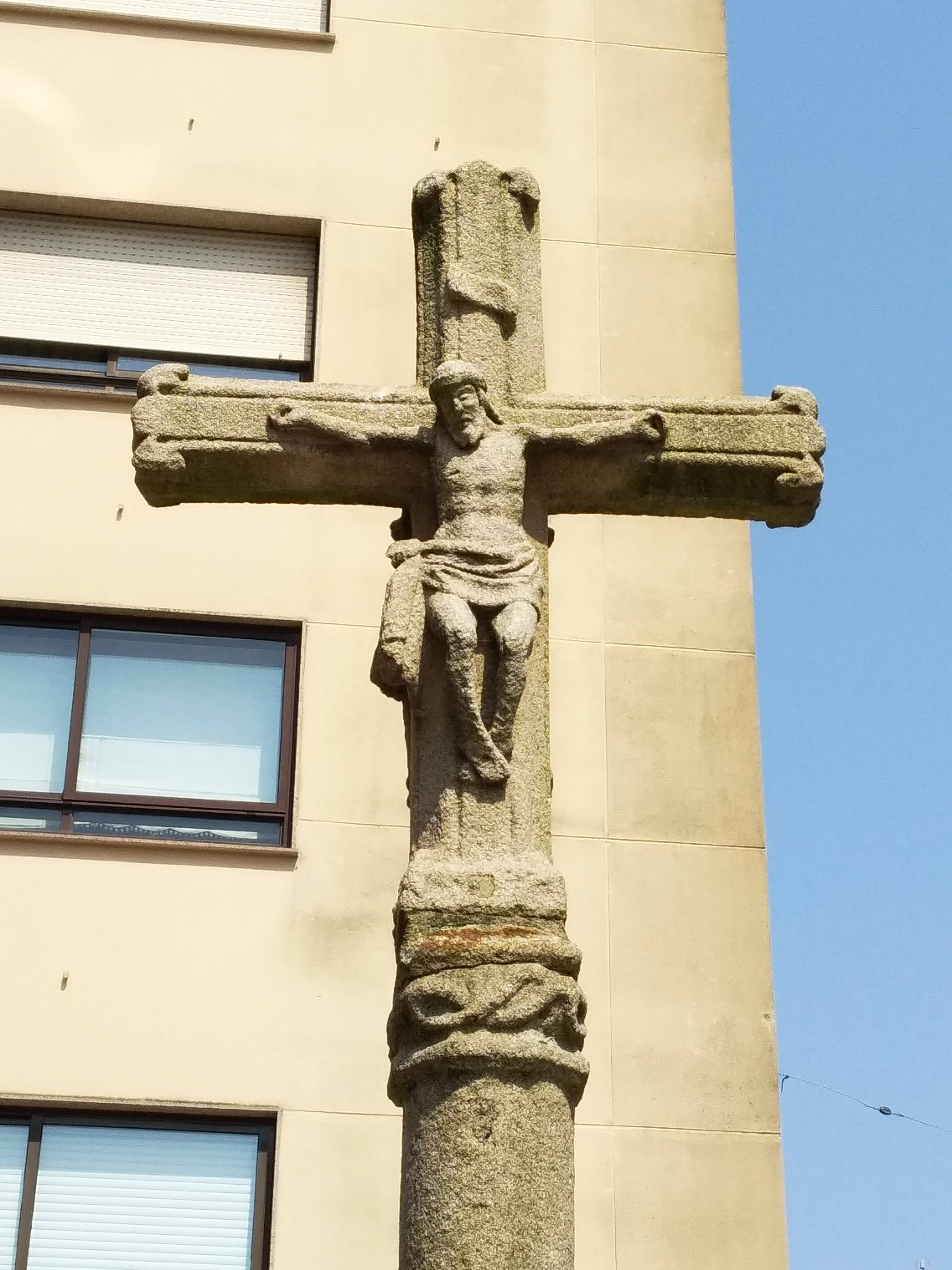
Crucero en la plazuela abaluartada que confluye con la avenida de Eduardo Pondal.

Se trata de una calle peatonal de 250 metros de longitud, llana y con un trazado recto en un eje noroeste-sudeste, que conecta la avenida de Eduardo Pondal con la calle Sagasta. Su anchura media en su tramo noroeste es de 5 metros y en su tramo sudeste de cerca de 9 metros. En su trazado confluyen en ella por su lado izquierdo la calle Mariscal Pardo de Cela y por su lado derecho la calle José Casal.
La calle tiene plataforma única en todo su trazado con adoquines y guías luminosas para personas con discapacidad visual y termina en una pequeña plaza abaluartada que entronca con la avenida de Eduardo Pondal y recibe el Camino de Santiago Portugués en el punto en el que históricamente entraba en el entramado urbano. En la plazuela hay bancos y un crucero que se encontraba en una cota inferior en la avenida de Eduardo Pondal y que históricamente estaba situado en la confluencia de las calles Virgen del Camino y José Casal y originalmente en el atrio de la desaparecida capilla de la Virgen del Camino. Tiene una cruz latina con brazos rematados en flor de nueve pétalos, un Cristo con tres clavos y cabeza ligeramente ladeada y una Virgen sobre una peana decorada con semiesferas. 
En el medio del trazado de la calle, en su centro, se encuentran situados bolardos con forma de números como referencia para peregrinos. Este indicador kilométrico metálico con la numeración 64,500 señala la distancia que separa la calle Virgen del Camino de Santiago de Compostela, punto final del Camino Portugués. La calle es muy transitada por los pontevedreses y por los peregrinos que hacen el Camino de Santiago.
En la calle Virgen del Camino se encuentran múltiples establecimientos comerciales y de hostelería como el emblemático restaurante italiano Il Piccolo, reconocido como el mejor restaurante italiano de Europa y de los mejores de España, un restaurante mexicano y otros restaurantes especializados en distintos tipos de cocina como Casa Durán, cafeterías, Limón un conocido local de brunch, tiendas gurmé, tiendas de regalos y juguetes o un supermercado, entre otros. En la calle también se encuentra el Hotel de tres estrellas Virgen del Camino.

## Galería de imágenes

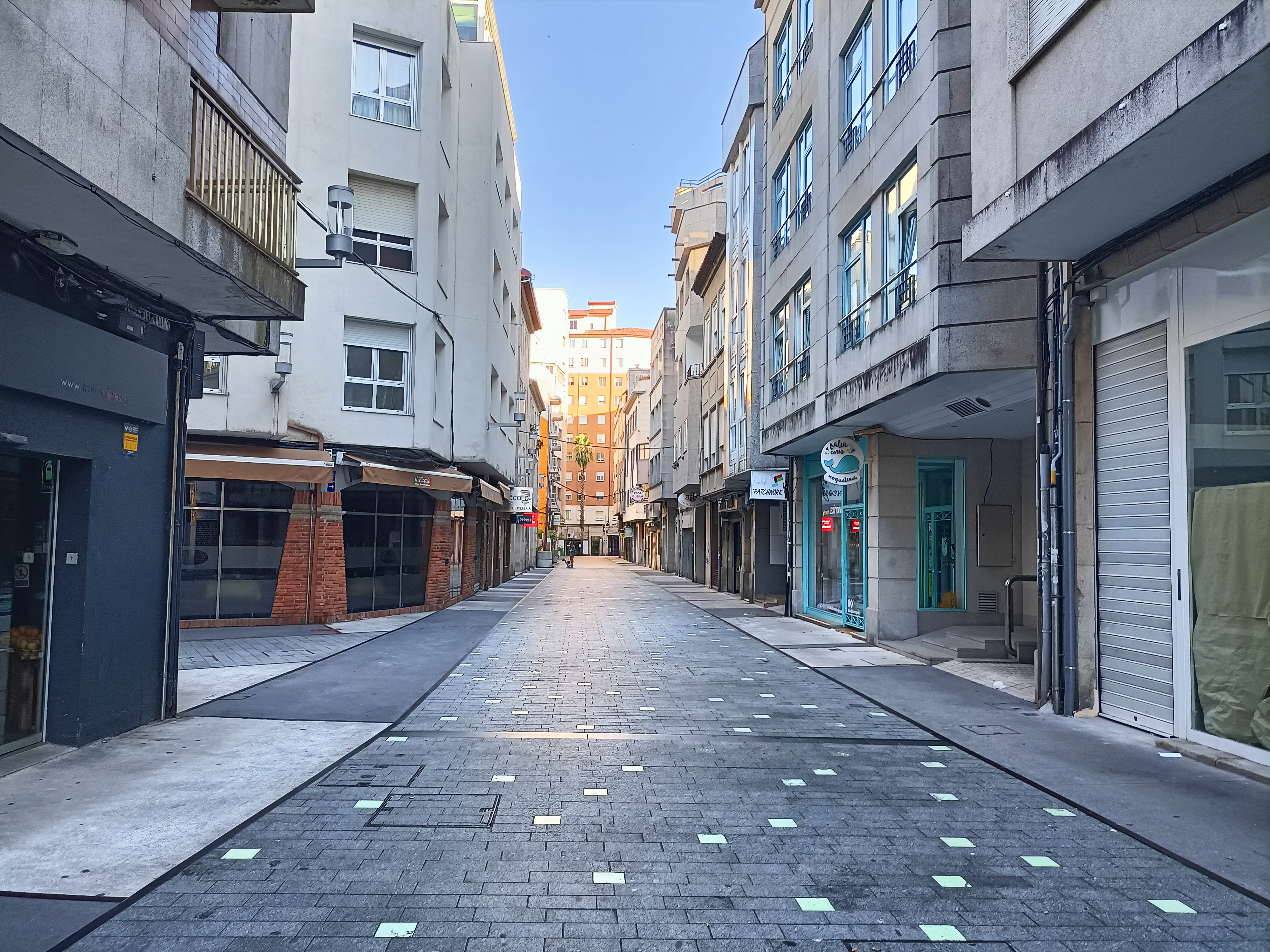
La calle en dirección noroeste
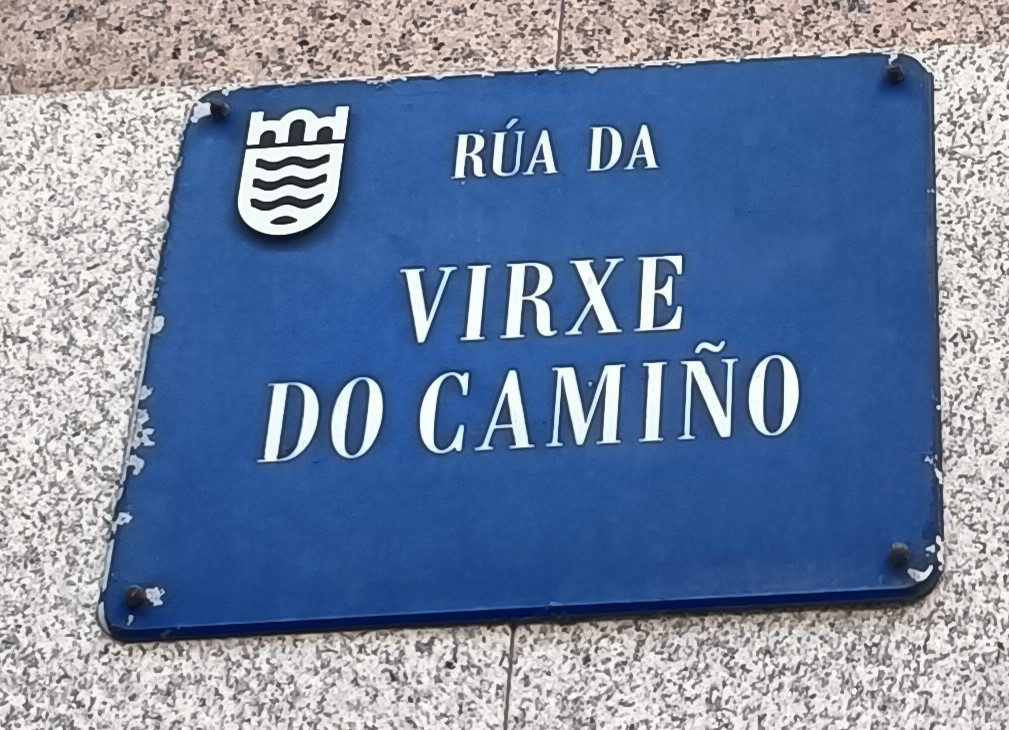
Placa de la calle
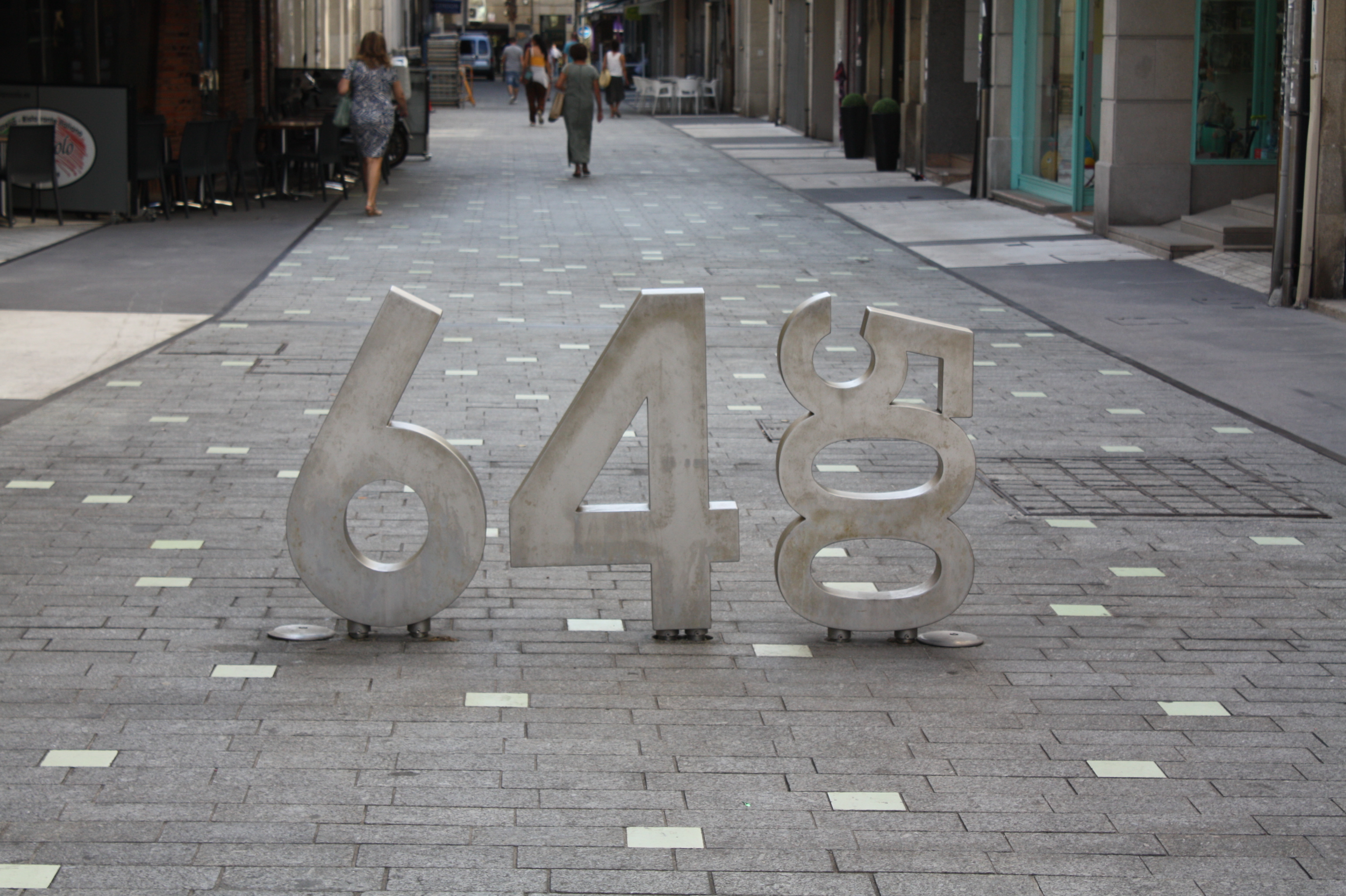
Indicador kilométrico del Camino de Santiago en la calle
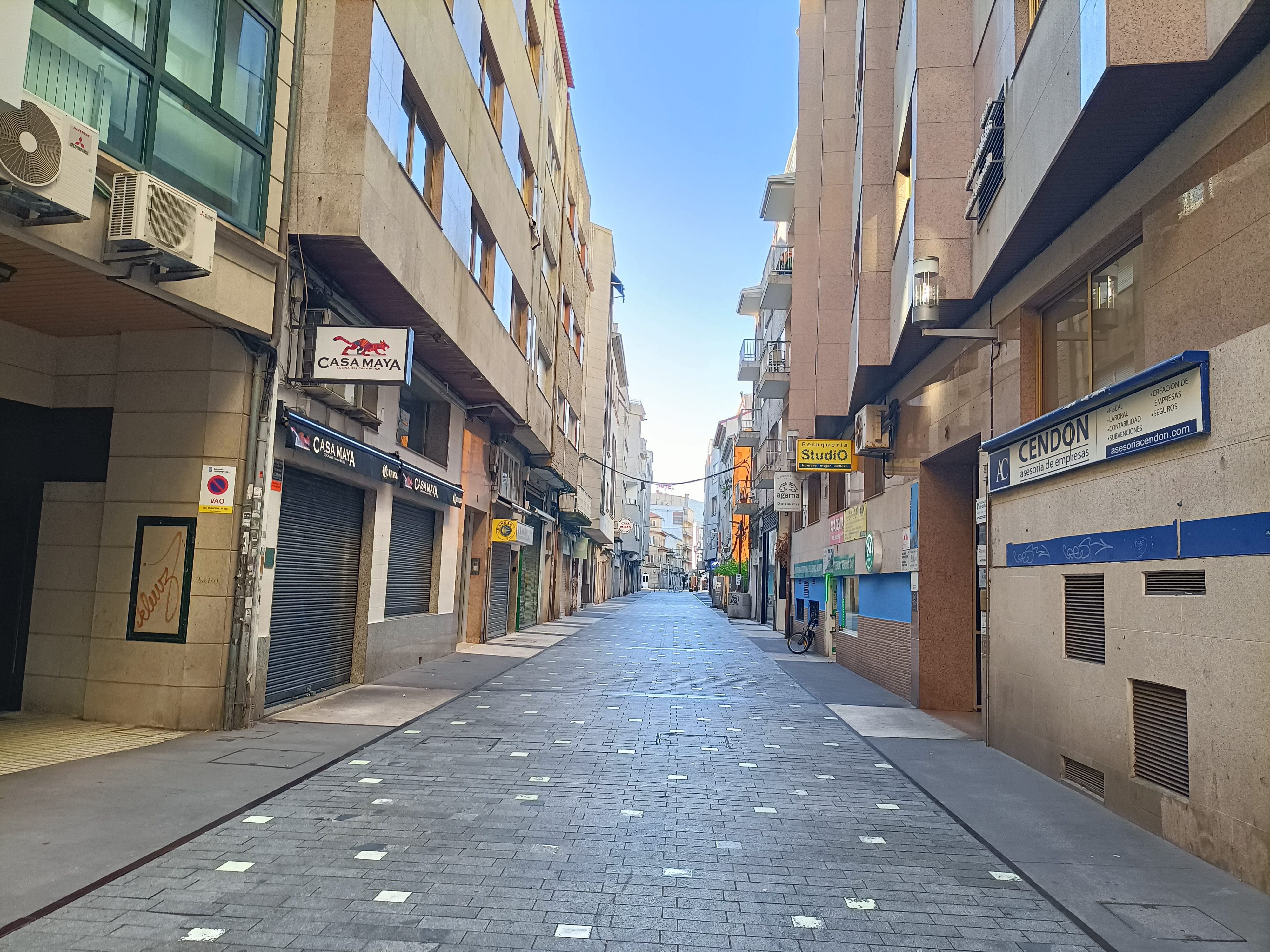
La calle en dirección sureste